# Brighton International 1983
Il Brighton International 1983 è stato un torneo femminile di tennis giocato sul sintetico indoor. È stata la 6ª edizione del Brighton International, che fa parte del Virginia Slims World Championship Series 1983. Si è giocato a Brighton in Gran Bretagna, dal 17 al 23 ottobre 1983.

## Campionesse

### Singolare
Chris Evert ha battuto in finale  Jo Durie con il punteggio di 6–1, 6–1

### Doppio
Chris Evert /  Pam Shriver hanno battuto in finale  Jo Durie /  Ann Kiyomura con il punteggio di 7–5, 6–4